# Carmen (ballet)
Pour les articles homonymes, voir Carmen.
Carmen est un ballet en cinq scènes créé par Roland Petit avec sa compagnie Les Ballets de Paris au Prince's Theatre de Londres le 21 février 1949. Il est entré au répertoire du Ballet de l'Opéra de Paris le 5 avril 1990.
- Mise en scène et costumes : Antoni Clavé[1]
- Éclairages : K.H. Elliott
- Musique de Georges Bizet[1]

## Distribution
- Carmen : Renée Jeanmaire[1]
- Don José : Roland Petit[1]
- Le Toréador : Serge Perrault
- La femme bandit
- Le chef bandit
- Un bandit
- Une cigarière

## Versions
Le rôle-titre a été créé, en 1949, par Renée Jeanmaire, qui est devenue Zizi Jeanmaire à la scène et Mme Petit dans le privé. Deux versions existent en DVD, toutes deux avec Zizi Jeanmaire dans le rôle de Carmen. Pour le rôle de Don José, il existe une version dansée, à la création de cette pièce,  par Roland Petit, et une autre dansée par Mikhaïl Barychnikov.